# Phyllodes semilinea
Phyllodes semilinea là một loài bướm đêm trong họ Noctuidae.